# چای‌آغزی (شاوشات)
چای‌آغزی (به ترکی استانبولی: Çayağzı) یک منطقهٔ مسکونی در ترکیه است که در شاوشات واقع شده‌است. چای‌آغزی ۱۶۵ نفر جمعیت دارد.